# Gianmarco Nicosia
Gianmarco Nicosia (Róma, 1998. február 12. – ) világbajnok olasz válogatott vízilabdázó, a Sport Management játékosa kapus poszton.

## Eredmények

### Klubcsapattal

#### Pro Recco
- Olasz bajnokság: Bronzérmes: 2018-19
- Olasz kupa: Bronzérmes: 2018-19

### Válogatottal

#### Olaszország
- Világbajnokság: Aranyérmes: Kvangdzsu, 2019